# Cimiteri di Milano

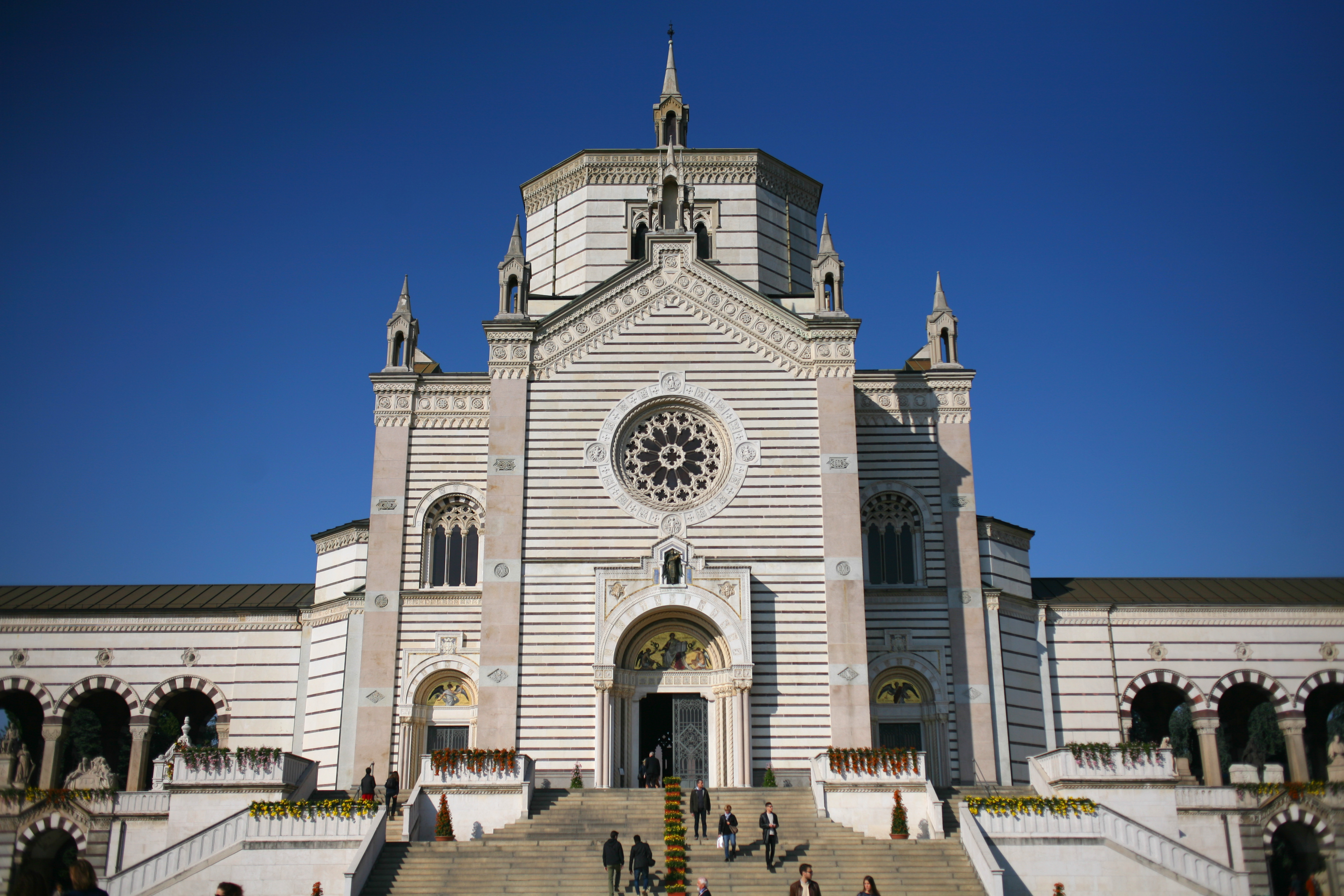
Ingresso principale del Cimitero Monumentale

A Milano esistono i seguenti cimiteri:

## Cimiteri attuali
- Cimitero Maggiore (detto anche "Cimitero di Musocco"). Posto a nordovest della città, nel quartiere di Garegnano, è un'opera dei progettisti Brocchi e Mazzocchi, e risale alla fine del XIX secolo. Esso costituisce l'area cimiteriale più vasta della metropoli.
- Monumentale. Inaugurato nel 1866 su progetto di Carlo Maciachini, è il cimitero con sole sepolture perpetue; nel Famedio vi sono sepolte le personalità milanesi. Il Monumentale costituisce un autentico museo della scultura cemeterile del XIX e del XX secolo. Vi è annessa una sezione adibita a cimitero ebraico.
- Sacrario dei Caduti Milanesi. Eretto vicino alla Basilica di Sant'Ambrogio dopo la Grande Guerra, contiene resti dei milanesi morti nelle due guerre mondiali.
- Cripta di Gorla. Monumento eretto a ricordo degli scolari e dei maestri deceduti sotto le macerie della scuola bombardata dai bombardieri alleati nel 1944. Contiene un ossario di molte delle vittime.
- Cimitero di Lambrate, con annesso crematorio, l'unico oggi attivo nel territorio comunale, anche per i defunti con ceneri poi da tumulare negli altri cimiteri[1].
- Milan War Cemetery: cimitero di guerra alleato della seconda guerra mondiale, contenente 414 tombe di soldati, in gran parte prigionieri morti durante la cattività o aviatori abbattuti e qui raccolti dopo la fine della guerra. Il cimitero si trova nel Parco di Trenno, oltre l'area di San Siro.[2]

Inoltre, all'interno del perimetro comunale vi sono alcuni cimiteri, originariamente organizzati per servire località successivamente inglobate dal comune di Milano:
- Baggio
- Bruzzano
- Chiaravalle
- Greco
- Muggiano

È allo studio del consiglio comunale la proposta di costruire un nuovo cimitero, nella zona tra il comune di Milano e il comune di Assago, nell'area verde a sud del quartiere Cantalupa. La nuova struttura verrebbe servita, tra l'altro, dal prolungamento della linea 2 della metropolitana, che raggiunge Assago.

## Cimiteri soppressi
Diversi sono stati i cimiteri extramurali di Milano, buona parte dei quali vennero soppressi verso la fine del 1800; di questi ci sono stati cinque principali cimiteri di età settecentesca, fra cui:
- il Cimitero di San Rocco al Vigentino, (chiuso nel 1826); situato appena fuori Porta Romana, esistette per appena 43 anni e, per via del suo ampio uso, non fu possibile salvarlo neanche con l'apertura del vicino Cimitero del Gentilino;
- il Cimitero di San Gregorio, (chiuso il 31 agosto 1883); situato in zona Porta Venezia, prendeva il nome dalla stessa via dove aveva l'entrata ed ebbe anche la funzione di servire il Lazzaretto di Milano;
- il Cimitero della Mojazza (chiuso il 22 ottobre 1895); realizzato prima su un attuale incrocio in zona Porta Garibaldi ed in seguito spostato sull'odierno piazzale Lagosta angolo via Borsieri (dove esisteva un ingresso secondario);[3]
- il Cimitero del Gentilino, (chiuso il 22 ottobre 1895); sito in zona Porta Ticinese, sorgeva su un'area che oggi ospita l'odierno Parco Baravalle;
- il Fopponino di Porta Vercellina (chiuso il 30 novembre 1895); realizzato in zona Porta Magenta, aveva l'entrata posta sul piazzale Aquileia.

Si ricordano altri cimiteri nel tempo dismessi, come:
- i sepolcri della Rotonda della Besana (inizialmente denominata come San Michele ai Nuovi Sepolcri), un edificio extramurale, sito fra Porta Romana e Porta Venezia, che ospitò vari ossari dal 1696 al 1792;
- il Cimitero di Porta Vittoria, (chiuso il 30 giugno 1896); realizzato con l'obbiettivo di sostituire tutti i piccoli cimiteri (sopra citati) posti fuori le rispettive porte, venne a sua volta rimpiazzato dai definitivi cimiteri Monumentale e Maggiore.